# Chalkożel
Chalkożel – rodzaj aerożelu zawierający aniony typu [MQ
4]4−
, [M
2Q
6]4−
 i [M
4Q
10]4−
, gdzie M = Ge, Sn, a Q = S, Se, oraz kationy Pt2+
. Siarka i selen należą do grupy chalkogenów (tlenowców), stąd nazwa chalkożel.
Chalkożele mają zdolność do wydajnego pochłaniania metali ciężkich (np. 1 g chalkożelu-1 Pt
2Ge
4S
9,6 może pochłonąć 645 mg Hg2+
, obniżając stężenie tego pierwiastka w wodzie do ok. 0,04 ppm) oraz hydrofobowych węglowodorów aromatycznych. Wykazują też właściwości półprzewodnikowe.